# Hans-Heinrich Preußinger
Hans-Heinrich Preußinger (* 1951 in Mainz) war vom 1. März 1990 bis zum 1. März 2009 Präsident des Landeskriminalamts Rheinland-Pfalz in Mainz. 

## Werdegang
Preußinger studierte Jura und absolvierte 1971 seine erste juristische Staatsprüfung. 1979 folgte das zweite juristische Staatsexamen, bevor er im Oktober 1979 bei der Bezirksregierung Koblenz eingestellt wurde. Nach seinem Wechsel in das rheinland-pfälzische Innenministerium übernahm er dort verschiedene Funktionen. Am 1. März 1990 wurde er zum Präsidenten des Landeskriminalamtes ernannt.
Zum 1. März 2009 wechselte Preußinger in das rheinland-pfälzische Innenministerium, um dort die Abteilung Verfassungsschutz zu leiten. Sein Nachfolger wurde Wolfgang Hertinger.